# Vardavar
Vardavar (armensko Վարդավառ; tudi vartavar, vardevor ali vardivor) je armenski verski praznik, ki se običajno praznuje 14. nedeljo (98 dni) po veliki noči.
Izvorno je vardavar poganski običaj, ki ga tradicionalno povezujejo z Astghik, boginjo vode, ljubezni in lepote, ter Anahit, boginjo plodnosti in materinstva. Krščansko izročilo, ki ga je uvedel Gregor I. Razsvetitelj, je praznovanje povezalo z Jezusovo spremenitvijo in ga naredilo enega izmed petih praznikov armenske cerkve. Nekateri iščejo izvor vardavarja tudi v legendi o Noetu in ga interpretirajo kot spominjanje vesoljnega potopa. V 6. stoletju je katolikos Movses II. vključil praznik spremenjenja v velikonočni krog in ga določil na 7. nedeljo po binkoštih. S tem je praznik postal premakljiv in pade na obdobje med 28. junijem in 1. avgustom.
V starih časih so na vardavar slavili žetev glavnega pridelka in častili sile, zaslužne za dobro letino. Potekala so praznovanja in žrtvovanja ob izvirih vode, običaj pa je bil tudi, da prvo jabolko v letu pojedo na vardavar. Nekatere prvine poganskega praznovanja so se ohranile tudi v krščanskem. Obredi, značilni za praznik, so bili medsebojno škropljenje z vodo, izpuščanje golobov, podarjanje vrtnic, blagoslov žitnih klasov, romanja in drugi.
Dandanes vardavar v Armeniji ni dela prost dan, je pa med najbolj priljubljenimi prazniki. Obredno škropljenje z vodo je predvsem v mestnem okolju preraslo v hrupno igro polivanja: otroci in tudi odrasli se na praznik zabavajo z zlivanjem vode nase in na mimoidoče.
Zveza mladinskih klubov Armenije vsako leto organizira »mednarodni vardavarski festival«, katerega namen je mladini in javnosti predstaviti obred, popularizirati armensko kulturo v državi in zunaj njenih meja.